# Нерстранд (город, Миннесота)

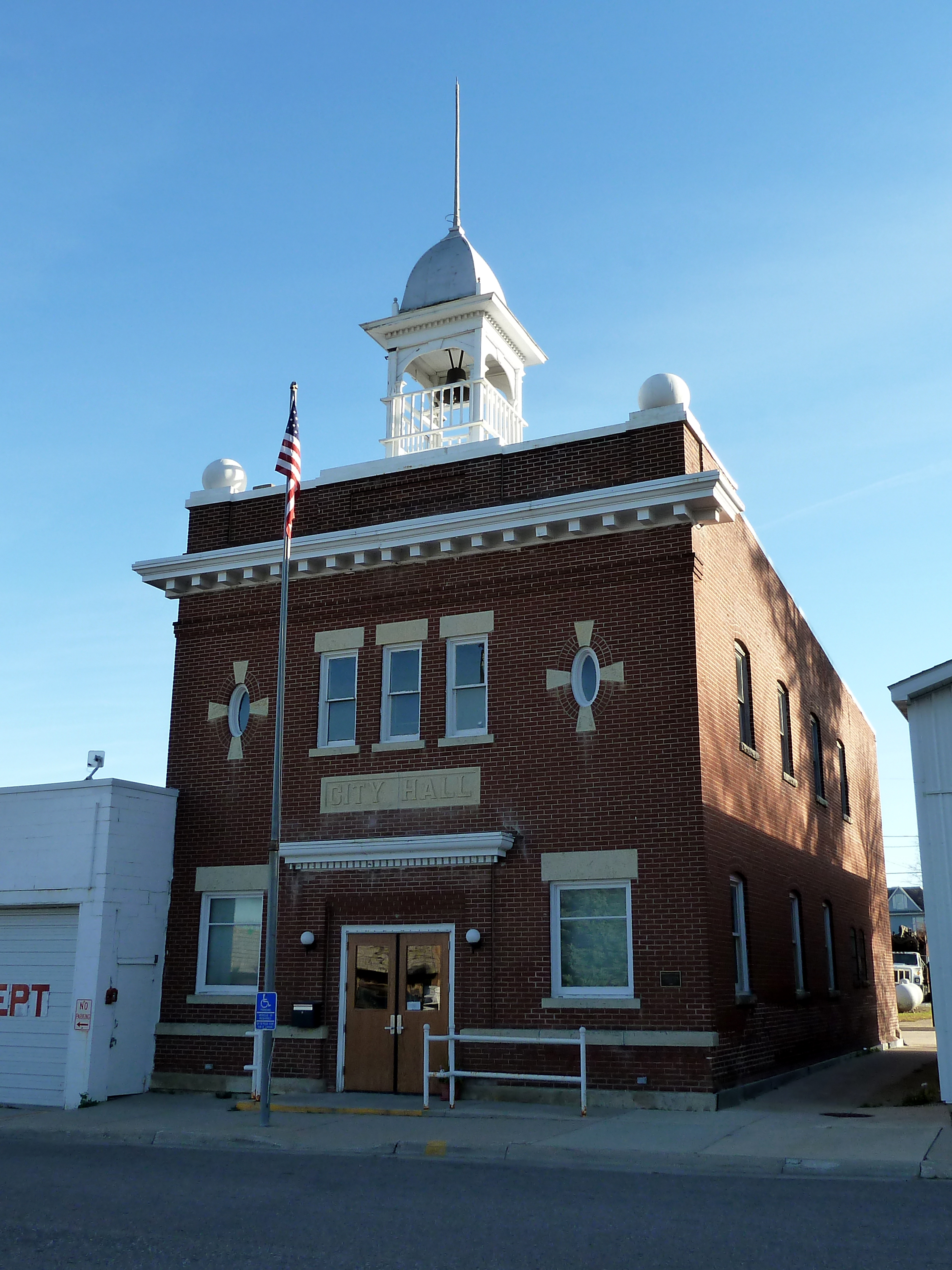
Здание муниципалитета Нерстранда, числится в списках культурного наследия США

Нерстранд (англ. Nerstrand) — город в округе Райс, штат Миннесота, США. На площади 3,7 км² (3,7 км² — суша, водоёмов нет), согласно переписи 2002 года, проживают 233 человека. Плотность населения составляет 63,4 чел./км².
- Телефонный код города — 507
- Почтовый индекс — 55053
- FIPS-код города — 27-45196[1]
- GNIS-идентификатор — 0648482[2]